# Цзи Лаулин
Цзи Лаулин (1924 — 24 декабря 2015 года) — гонконгская актриса.

## Биография
В детстве под влиянием старшей сестры Цзоу Цзеюнь (邹洁云) стала обучаться китайской опере. Играла роли второго плана в актёрской труппе Ма Шицзэна (馬師曾). В 1940 году в возрасте шестнадцати лет состоялся дебют на экране, в фильме «Восьмое небо». Во время оккупации Гонконга активно сотрудничала с оккупантами, стала единственной китайской актрисой, которая появилась в пропагандистском фильме «Последний день Британии» — единственном фильме, снятом японцами в оккупированном Гонконге. Во время войны отправилась в Японию для обучения актёрскому мастерству. После окончания войны вернулась в Китай. В суде, куда она попала по обвинению в коллаборационизме, успешно доказала, что сотрудничала с японцами под давлением. После этого переехала в Гонконг, где продолжила карьеру актрисы в кантоноязычном кино. Активно снималась до 1966 года. В период с 1947 по 1964 год снялась более чем в 110 картинах. После завершения кинокарьеры посвятила себя работе в церкви.

## Оценка творчества
Гонконгский режиссёр Патрик Тхам в интервью 2007 года на вопрос о любимой актрисе ответил так:
Моей любимой кантоноязычной актрисой всегда была Цзи Лаулин. Она была невероятно современной! Она не только снималась в кино, но и сама написала и срежиссировала фильм «Любовь в Малайе» (1954), это было не слыхано для женщины в Гонконге в 50-е гг. В плане исполнения её определённо можно сравнить с любимицей Одзу, Сэцуко Харой. Мне кажется, внешне она была даже мягче, чем Хара, но внутри была намного сильнее, идеал современной женщины. Вы можете ощутить её силу, даже когда она не выходит на первый план. Она сейчас в очень преклонном возрасте, но, на мой взгляд, вполне заслуживает того, чтобы стать объектом исследований и ретроспективных показов.
Оригинальный текст (англ.)My favourite Cantonese actress has always been Tsi Law Lin. She possessed such modernity! Apart from being an actress, she wrote and directed Love In Malaya (1954), which was unheard of for a woman in the 50’s in Hong Kong. Her performances can definitely be compared to Ozu’s favourite, Setsuko Hara. I found her even softer than Hara on the outside, but much stronger within, a perfect portrayal of the modem woman. You can sense her power even when she is not in the
foreground. She is quite elderly now, but I think she deserves to be a subject of research and retrospective.

## Память
Цзи Лаулин вошла в число 107 деятелей гонконгского кино, кто был удостоен именной звезды на Авеню звёзд в Гонконге.